# Магнитоэнцефалография
Магнитоэнцефалография (МЭГ) — технология, позволяющая измерять и визуализировать магнитные поля, возникающие вследствие электрической активности мозга. Для детекции полей используются высокоточные сверхпроводниковые квантовые интерферометры, или СКВИД-датчики. МЭГ применяется в исследованиях работы мозга и в медицине.
Первая магнитоэнцефалограмма была получена физиком Дэвидом Коэном из Иллинойса без использования СКВИДов.
Временное разрешение порядка 1 мс, пространственное — до 5 мм.

## Использование в медицине
МЭГ может использоваться для локализации очагов эпилептической активности, в частности при планировании операций.
В 2007 году группа исследователей сообщила об удачной классификации с помощью МЭГ таких заболеваний, как рассеянный склероз, болезнь Альцгеймера, шизофрения, синдром Шегрена, хронический алкоголизм, невралгии лицевых нервов в группе из 142 человек. Учёные предположили, что МЭГ может помочь в диагностике болезней мозга, и основали компанию Orasi Medical для коммерческого продвижения разработанной ими методики.